# Коломан (князь галицкий)
Коломан (Кальман, венг. Kálmán; ок. 1208 — ок. 1241) — принц Венгрии, сын Андраша II Арпада, князь Галицкий (в венгерских источниках — король Галиции и Лодомерии, лат. Rex Galiciae et Lodomeriae) (1214—1221), герцог славонский и хорватский (1226—1241).

## Биография
В 1211 году в Галиче венгерский король Андраш II в союзе с краковским князем Лешеком Белым и волынскими князьями посадил на галицкое княжение Даниила Романовича — 10-летнего наследника Романа Галицкого, погибшего в 1205 году в битве при Завихосте. Но после ухода венгров галицкие бояре во главе с Владиславом Кормиличичем изгнали Романовичей вместе с их матерью-регентшей. Тогда Андраш II в союзе с Лешеком в 1214 году захватил Галич и посадил там своего малолетнего сына Коломана, обручённого незадолго перед тем с трёхлетней дочерью Лешека Саломеей. Западную часть Галицкой земли получил Лешек Белый. Андраш II обратился к папе Иннокентию III с просьбой поручить эстергомскому архиепископу Иоанну короновать Коломана галицкой короной и укрепить его статус унией галицкой православной церкви с католической, что и было сделано (1215).
Вскоре Перемышль и Любачев были отобраны венграми у поляков, что стало возможной причиной обращения Лешека за помощью к новгородскому князю Мстиславу Удатному. Весной 1215 года Мстислав начал угрожать княжению Коломана, о чём встревоженно сообщал в письме к папе Иннокентию III король Андраш. По различным версиям, Мстислав впервые занял галицкий престол уже в 1215 году (и потерял его, вернувшись на север для защиты Новгорода от суздальских князей), либо в 1219 году, воспользовавшись пребыванием короля Андраша в 1217—1218 годах в крестовом походе в Палестине. Вскоре после своего первого прихода в Галич Мстислав заключил союз с Даниилом Романовичем Волынским, выдав за него свою дочь Анну, Даниил развернул военные действия против Лешека, тот заключил союз с венгерским королём Андрашем II и с объединёнными военными силами двинулся на Галич. Несмотря на успешную оборону города, возглавлявшему её Даниилу Романовичу пришлось оставить город и с боем вырываться из окружения, так как помощи от Мстислава не последовало. В Галиче вновь сел с сильным гарнизоном Коломан.
Весной 1221 года Мстислав Удатный вновь вторгся в Галицию и разбил венгров у стен Галича, захватив галицкий престол в 1221 году. Плененного королевича Коломана отослали в принадлежавший Мстиславу город Торческ. Венгерский король Андраш II, чтобы освободить сына из плена, был вынужден начать переговоры. Мстислав заключил мир с Андрашем II и выдал свою дочь Марию замуж за его сына Андраша, известного на Руси как «королевич Андрей». Вернувшийся в Венгрию Коломан стал хорватским и славонским герцогом.
Вместе со старшим братом участвовал в битве на реке Шайо с монголами 11 апреля 1241 года. Не смог оправиться от полученных ран и умер в Загребе в мае-июне 1241 года.